# Parque Estadual Lago Azul
O Parque Estadual Lago Azul  é uma área de proteção ambiental localizado em Campo Mourão, no estado do Paraná.
Com uma ampla biodiversidade, numa área de l.749,01 ha e um lago com 70 milhões de metros cúbicos, o parque começou a ser idealizado em 1992 pela COPEL, Instituto Ambiental do Paraná e as prefeituras de Campo Mourão e Luiziana. No dia 30 de junho de 1997 o projeto foi concluído com a inauguração assinada pelo então governador Jaime Lerner.
Seu nome (Lago Azul) tem origem no reservatório criado a partir do Rio Mourão, que aproveitou o potencial energético do Salto São João para a construção da Usina Hidrelétrica Mourão, na década de 1960.

## Estrutura
O parque possui o Centro de Educação Ambiental, onde se realiza palestras e fornece equipes para o acompanhamento dos visitantes pelas trilhas (são 3.850 metros de trilhas), matas nativas, visitações na cascata existente no local e na área florestal. O parque também possui casas de veraneio nas suas dependências.
No lago, pratica-se esportes náuticos, como jet-ski, esqui aquático, passeios de lancha, canoagem, além da pesca amadora. 